# 김예건
김예건(2008년 8월 7일 ~ )은 대한민국의 축구 선수로 포지션은 공격형 미드필더이며 현재 전주영생고등학교 재학중이다.